# Nils Celsius
Nils Celsius, född den 15 april 1658 i Uppsala, död där den 21 mars 1724, var en svensk astronom.

## Familj
Nils Celsius var son till Magnus Nicolai Celsius och Sara Figrelia, som var syster till Emund Gripenhielm. Farmodern Sigrid Unonia var syster till professor Olaus Unonius. Hans bröder var Olof Celsius den äldre och skalden, häradshövding Johan Celsius. Nils Celsius gifte sig 1691 med Gunilla Margareta Spole, dotter till professor Anders Spole och Märta Lindelia. De blev föräldrar till den berömde Anders Celsius.

## Karriär
Celsius inskrevs 1672 vid Uppsala universitet, disputerade tjugo år gammal för Petrus Hoffvenius och den andra gången 1679 för Anders Spole, varefter han fick ett kungligt stipendium. År 1685 disputerade han pro gradu för Johannes Bilberg varpå han promoverades som ultimus som filosofie magister.
Han var lantmätare i Livland 1680–1684 och lektor vid gymnasiet i Göteborg och katedralskolan i Uppsala (där han också var rektor), innan han fick tjänst vid universitetet 1689 som adjunkt. Han försökte första gången bli professor 1690, men slogs ut av Harald Vallerius. Därefter verkar han ha framlevat i stor misär, och verkar delvis ha försörjt sig genom att utge almanackor, men då han 1705 räknat ut påsken felaktigt förbjöds att göra detta 1707. 
År 1699 var han på svärfaderns önskan en kandidat till professuren i matematik och astronomi, men fick se sig utkonkurrerad av Petrus Elvius, sin blivande svåger. Han fick inte platsen som bibliotekarie 1706 med motiveringen att han blivit för gammal. Inte heller lyckades han bli poësos professorn 1708. Efter att Elvius avlidit 12 januari 1718 blev Celsius utnämnd till professor i astronomi 16 april 1719. Detta kunde ske eftersom kung Karl XII avled ungefär samtidigt (30 november 1718). Vid det laget var emellertid Celsius 61 år och åstadkom inte särskilt mycket på den eftertraktade befattningen.
År 1679 avkunnade Celsius sin vetenskapliga dom i sin avhandling: inga påståenden i Bibeln kan anses för vetenskapligt giltiga axiom. Inte heller våra sinnen kan gälla, utan enbart experiment (empiri). Detta uttalande ledde till att Celsius blev osams med teologiska fakulteten, i synnerhet med Petrus Rudbeckius.